# Majkl Ajronsajd
Majkl Ajronsajd (rođen kao Frederik Redžinald Ajronsajd engl. Frederick Reginald Ironside; 12. februar 1950) kanadski je glumac. Takođe radi kao glasovni glumac, filmski producent, filmski reditelj i scenarista u filmovima i televizijskim serijama raznih američkih i kanadskih produkcija. Najpoznatiji je po tome što igra zlikovce i „žilave“ akcione heroje, iako je glumio mnoge sipmatične likove. Ajronsajd je metodski glumac, što znači da ostaje u likovima između pauza.

## Raniji život
Rođen je u Torontu, Ontario, sin Roberta Valter Ajronsajda i Patricije Džun (Pasmor). Njegov otac bio je električar zadužen za ulične svetiljke i trudbenik, a njegova majka domaćica. Majkl Ajronsajd je engleskog, irskog, i škotskog porekla i jedan od petoro dece. Kuća u kojoj je odrastao bila je mala — četiri metra široka. Ajronsajd je pohađao Ontarijski fakultet umetnosti u Torontu i napisao predstavu sa 15 godina, „Sklonište“, koja je osvojila prvo mesto na univerzitetskom takmičenju. Takođe je dobio Seniorsku nagradu za pisanje u Riverdejl studentskom institutu 1967. godine.
U januarskom intervjuu, Ajronsajd je izjavio odgovor na pitanje oko njegovih mnogih uloga u filmovima naučne fantastike je da je veliki ljubitelj tog žanra i da je često dobijao kratke priče naučne fantastike od njegovog dede koje je držao u kutiji za cipele ispod kreveta. Njegovi omiljeni romani su Dina od Frenk Herberta i „svaki koji uključuje avanturu“.

## Karijera
Jedna od Ajronsajdovih prvih uloga bila je nezaboravni zli telepata Daril Revok u filmu Scanners (Skeners) (1981), rani film Dejvid Kronenberg. Pojavio se kao „Miler Krejn“ (eng. Miler Crane) u A-Tim epizodi „Taksikeb ratovi“ (eng. Taxicab Wars) (1983).
Njegova probojna uloga bila je cinični antiheroj Hem Tajler u televizijskoj seriji V: Konačna bitka (1984). Poznat je i po ulozi Top gan (1986) kao mornarički avijatičar, poručnik komandir Rik 'Džester' Hederli, Ekstremne predrasude (1987) (eng. Extreme Prejudice) kao major Pol Heket, i Totalni opoziv (1990) kao Rihter (ubilački pristalica Roni Koks zlikovac Kohagen). Ajronsajd je igrao zlog generala Katana u nastavki naučnog fantastičnog filma Gorštak II: Ubrzanje (1991) i, posle kratke uloge u ER' bio je angažovan da zameni Roj Šnajdera kao kapetana haj-tek podmornice u seaQuest (Morski zadatak) u trećoj sezoni kao kapetan Oliver Hadson. Međutim, NBC je ukinuo seriju posle trinaest epizoda sa Ajronsajdom kao glavnom zvedom. U 1992, igrao je M. Emet Volšovog brata u Dejvid Vining nagrađivani trileru, Slika ubica. Dejvid Vining snimio je poslednju scenu između braće Majkla Ajronsajda i M. Emet Volš u Slika ubice. On se 1997. pridružio Totalni opoziv urednikom Pol Verhoven za film Svemirski vojnici. Pojavio se i u Perfektna oluja (2000) i u Mašinista (2004). Učestvovao je u filmu Čejndens kao sitni lopov, koji ne može da zaradi, udružen sa hendikepiranim čovekom. Ajronsajd je skoro gostovao kao vođa pokreta General Ešdaun u Terminator Spasenje, udružen sa kolegom Kristijan Bejl iz filma Mašinista.
Ajronsajd je prepoznatljiv i kao glasovni glumac. Dao je glas stripskom zlikovcu Darkseid Superman: Animirana serija i nastavku Liga Pravde na veliko priznanje. U jednoj od epizoda Nove Avanture Batmana igrao je Betmen u Betmen: Povratak Mračnog Viteza delu. Još jednu ulogu koju je odigrao DC Komiks strip univerzumu je otac Lois Lejn, General Sem Lejn u tri epizode Smalvil.
Radio je u poljima video-igara pozajmljujući glas Tom Klensi liku Sem Fišer u Splinter Cell igrama i kao Global Inicijativna Odbrana General Džek Grejndžer u Komand & Konkver 3: Tiberium Ratovi. Ajronsajd je potpisao 5-godišnji ugovor da igra Kapetana Džonas Tragera u SpejsVorks televizijskoj seriji Ledena Planeta ali serija nikad nije nastala.
U 2009, pojavio se u "Svetionik" pod uredništvom Majkla Stouksa.
U 2010, Ajronsajd je gostovao u Sezoni 4,Epizodi 1 ("Prijatelji i Neprijatelji") serije Burn Notis.
U 2011, pojavio se u filmu: X-Men: Prvi Čas, igrajući Kapetana 7 flote.
U 2012, Ajronsajd se pojavio Opravdani igrajići sporednu ulogu kao Detroit plaćeni ubica.
U 2013, počeo je pozajmljivati glas Ultra Magnus u trećoj sezoni Transformers: Prime serije.

## Lični život
Ajronsajd je oženjen Karen Marls Dinvidls. Imaju dve ćerke: Adrien Lin Ajronsajd (iz Ajronsajdovog prethodnog braka) i Findley Ajronsajd (rođena 1998).
Uspeo je da dvaput preživi rak - tiroidni, i onda prostate.

## Filmografija
Spisak filmova je na engleskom jeziku.

### Glumac
- Outrageous! (1977) – Drunk
- For the Record (TV) (1978) – Policeman
- High-Ballin' (1978) – Butch
- Summer's Children (1979) – Pimp
- Stone Cold Dead (1979) – Murdered Police Detective
- The Littlest Hobo (TV) (1979) – Bill
- The Family Man (1979) – Bartender
- Clown White (1980) – Max
- Deadly Companion (1980) – Edgar
- Suzanne (1980) – Jimmy
- Coming Out Alive (1980) – Gateway
- Scanners (1981) – Darryl Revok
- Surfacing (1981) – Wayne
- Best Revenge (1982) – Dealer
- Visiting Hours (1982) – Colt Hawker
- American Nightmare (1983) – Sgt. Skylar
- Spacehunter: Adventures in the Forbidden Zone (1983) – Overdog
- The Sins of Dorian Gray (1983) – Alan Campbell
- The A-Team (TV) (1983) – Miler Crane
- Cross Country (1983) – Det. Sgt. Roersch
- Hill Street Blues (TV) (1983) – Schrader
- V: The Final Battle (TV) (1984) – Ham Tyler
- Mickey Spillane's Mike Hammer (TV) (1984) – Wade Bennett
- The Cap (1984)
- The Surrogate (1984) – George Kyber
- V: The Series (TV) (1984–1985) – Ham Tyler
- The Falcon and the Snowman (1985) – Lead FBI Agent
- Murder in Space (1985) – Captain Neil Braddock
- The Hitchhiker (TV) (1985) – Sheriff Lee
- Jo Jo Dancer, Your Life Is Calling (1986) – Det. Lawrence
- Top Gun (1986) – Lt. Cmdr. Rick "Jester" Heatherly
- Race for the Bomb (TV) (1987) – Werner Heisenberg
- Alfred Hitchcock Presents (TV) (1987) – Lt. Rick Muldoon
- Extreme Prejudice (1987) ... Major Paul Hackett
- Ford: The Man and the Machine (1987) – Harry Bennett
- Nowhere to Hide (1987) – Ben
- Матурско вече 2: Здраво, Мери Лу (1987) – Бил „Били” Нордхем
- Danger Bay (TV) (1987) – Charles Fuller
- The Ray Bradbury Theater (TV) (1988) – Acton
- Hostile Takeover (1988) – Larry Gaylord
- Watchers (1988) – Lem Johnson
- Murder by Night (1989) – Det. Carl Madsen
- Mindfield (1989) – Kellen O'Reilly
- Thunderground (1989)
- Chaindance (1990) – J.T. Blake
- Total Recall (1990) – Richter
- Tales from the Crypt (TV) (1990) – Jerry
- Common Bonds (1991) – J.T. Blake
- Highlander II: The Quickening (1991) – Gen. Katana
- Payback (1991) – Sheriff Pete
- McBain (1991) – Frank Bruce
- Guncrazy (1992) – Mr. Kincaid
- Neon City (1992) – Harry M. Stark
- Killer Image (1992) – Luther Kane
- Deadly Surveillance (1991) – Fender
- The Vagrant (1992) – Lt. Ralf Barfuss
- Cafe Romeo (1992) – Natino
- Black Ice (1992) – Quinn
- Marked for Murder (1993) – Bats O'Bannion
- Night Trap (1993) – Bishop
- Sweet Killing (1993) – Insp. Garcia
- Free Willy (1993) – Dial
- Father Hood (1993) – Jerry
- Point of Impact (aka Spanish Rose) (1993) – Roberto Largo
- The Killing Machine (aka The Killing Man) (1994) -Mr. Green
- Bolt (1994) – Billy Niles
- Tokyo Cowboy (1994) – Lyle
- Save Me (1994) – Oliver
- Fortunes of War (1994) – Carl Pimmler
- Dead Man's Revenge (1994) – Luck Hatcher
- Forced to Kill (1994) – Sheriff Wilson
- Red Scorpion 2 (1994) – Col. West
- The Next Karate Kid (1994) – Col. Dugan
- Red Sun Rising (1994) – Capt. Meisler
- Probable Cause (1994) – Gary Yanuck
- Singapore Sling: Road to Mandalay (1995) – Steiger
- Tales from the Crypt (TV) (1995) – Burrows
- Major Payne (1995) – Lt. Col. Stone
- The Glass Shield (1995) – Baker
- ER (TV) (1995, 1998, 2002) – Dr. William 'Wild Willy' Swift
- seaQuest 2032 (TV) (1995–1996) – Captain Oliver Hudson
- The Destiny of Marty Fine (1996) – Mr. Capelli
- Terminal (1996) – Sterling Rombauer
- Too Fast Too Young (1996) – Capt. Floyd Anderson
- Portraits of a Killer (1996) – Sgt. Ernie Hansen
- One Way Out (1996) – Walt
- Kids of the Round Table (1997) – Butch Scarsdale
- The Arrow (1997) – CIA Director
- F/X: The Series (TV) (1997) – Montree
- One of Our Own (1997) – Det. Jack Cooper
- Cold Night Into Dawn (1997) – Frank Parr
- Starship Troopers (1997) – Jean Razak
- Captive (1998) – Detective Briscoe
- Black Light (1998) – Insp. Frank Schumann
- Ivory Tower (1998) – Marshall Wallace
- Witness to Yesterday (TV) (1998) – Vladimir Lenin
- Voyage of Terror (1998) – McBride
- Death Row the Tournament (1998) – Judge
- Going to Kansas City (1998) – Mike Malone
- Johnny 2.0 (1998) – Frank Donahue
- Desert Blue (1998) – Agent Frank Bellows
- Chicago Cab (aka Hellcab) (1998) – Al
- The Arrangement (aka Blood Money) (1999) – Det. Francis John 'Jack' Connor
- Question of Privilege (1999) – Lt. Robert Ingram
- Southern Cross (1999) – Garrison Carver
- A Twist of Faith (1999) – Alex Hunt
- The Omega Code (1999) – Dominic
- Cold Squad (TV) (1999) – Chief Magnus Mulray
- The Outer Limits (TV, episode Summit) (1999) – Ambassador Prosser
- Cause of Death (2000) – Jonas Phifer
- The Perfect Storm (2000) – Bob Brown
- Borderline Normal (2000) – Coach Rehmer
- Crime and Punishment in Suburbia (2000) – Fred Skolnick
- Heavy Metal 2000 (2000) – Tyler (voice)
- Nuremberg (2000) – Col. Burton C. Andrus
- Walker, Texas Ranger (TV) (2000) – Nolan Pierce
- The Red Phone: Manhunt (2001) – Bremer
- Down (aka The Shaft) (2001) – Gunter Steinberg
- The Outer Limits (TV, episode Rule of Law) (2001) – General Quince
- Children of the Corn: Revelation (2001) – Priest
- Jett Jackson: The Movie (2001) – Dr. Kragg
- Ignition (2001) – Jake Russo
- Mindstorm (2001) – Senator Bill Armitage
- Dead Awake (2001) – Skay
- Extreme Honor (2001) – Baker
- The Last Chapter (TV) (2002) – Bob Durelle
- The District (TV) (2002) – Dmitri Putin
- Fallen Angels (2002) – Sheriff Ed Rooney
- Fairytales and Pornography (2002) – Justice Coulton
- The Last Chapter II: The War Continues (TV) (2003) – Bob Durelle
- Hemingway vs. Callaghan (2003) – Harry
- The Failures (2003) – Depressor
- The Red Phone: Checkmate (2003) – Bohr
- Maximum Velocity (2003) – General Amberson
- Andromeda (TV) (2003, 2004) – The Patriarch
- The Machinist (2004) – Miller
- Smallville (TV) (2004, 2010) – General Sam Lane
- Medical Investigation (TV) (2004) – Ben Graybridge
- Young Blades (TV) (2005) – Cardinal Mazarin
- Desperate Housewives (TV) (2005, 2006) – Curtis Monroe
- Reeker (2005) – Henry
- Bloodsuckers (aka Vampire Wars: Battle for the Universe) (2005) – Muco
- Guy X (2005) – Guy X
- Deepwater (2006) – Walnut
- 1st Bite (2006) ... Theo
- Disaster Zone: Volcano in New York (2006) – Levering
- Stargate SG-1 (TV) (2006) – Seevis
- Masters of Horror (TV, episode The V Word) (2006) – Mr. Chaney
- The Veteran (TV) (2006) – Mark 'Doc' Jordan
- Command & Conquer 3: Tiberium Wars (VG) (2007) – Lieutenant General Jack Granger
- The Alphabet Killer (2008) – Captain Nathan Norcross
- Surveillance (2008) – Captain Billings
- Storm Cell (2008) – James
- Criminal Minds (TV) (2008) – John
- Mutants (2008) – Colonal Gauge
- Terminator Salvation (2009) – General Ashdown
- The Butcher (2009) – Teddy Carmichael
- Level 26: Dark Origins (2009) – Tom Riggins
- The Jazzman (2009) – Bernie
- Cold Case (TV) (2009) – Commandant Murillo
- Hardwired (2009) – Hal
- The Beacon (2009) – Officer Ned Hutton
- Eva (2009)
- Abduction of Jesse Bookman (2009) – Captain Jones
- The Bannen Way (2010) – Chief Bannen
- Castle (TV) (2010) – Victor Racine
- Beneath the Blue (2010) – Blaine
- Burn Notice (TV) (2010) – Gregory Hart
- Lake Placid 3 (2010) – Sheriff Tony Willinger
- Smallville (TV) (2010) – General Sam Lane
- X-Men: First Class (2011) – Captain of the 7th fleet
- Justified (TV) (2012) – Sarno
- Community (TV) (2012) – Lieutenant Colonel Norbert Archwood
- All God's Children (2012)
- Vegas  (TV) (2013) - Porter Gainsley

### Glasovna Gluma
- in animated series
  - Superman: The Animated Series as Darkseid
  - The New Batman Adventures as The Dark Knight Returns Batman
  - Justice League / Justice League Unlimited as Darkseid
  - Heavy Metal 2000 as Tyler
  - Wolverine and the X-Men as Colonel Moss
  - Transformers Prime Beast Hunters as Ultra Magnus
- i u video-igre
  - Project I.G.I.: I'm Going In (2000) as David Llewellyn Jones (screams)(uncredited)
  - Run Like Hell (2002) as Cmdr. Mason
  - Tom Clancy's Splinter Cell (video game) (2002) as Sam Fisher
  - Tom Clancy's Splinter Cell: Pandora Tomorrow (2004) as Sam Fisher
  - Tom Clancy's Splinter Cell: Chaos Theory (2005) as Sam Fisher
  - Tom Clancy's Splinter Cell: Essentials (2006) as Sam Fisher
  - Tom Clancy's Splinter Cell: Double Agent (2006) as Sam Fisher
  - TimeShift (2006) – as Doctor Krone
  - Command and Conquer 3: Tiberium Wars (2007) as Gen. Jack Granger
  - Tom Clancy's Splinter Cell: Conviction (2010) as Sam Fisher

### Režiser
- The Arrangement (aka Blood Money) (1999)

### Pozorišna dela
- The Arrangement (aka Blood Money) (1999)
- Chaindance (1990)

## Spoljašnje veze
- Majkl Ajronsajd na sajtu  (jezik: engleski)